# Tecniche e strumenti di project management
Le tecniche e gli strumenti di project management sono supporti alle attività di gestione dei progetti . Le tecniche sono procedure sistematiche adottate dai project manager per svolgere un'attività finalizzata alla produzione di un risultato, di un prodotto o all’erogazione di un servizio, e possono prevedere l’utilizzo di uno o più strumenti . Gli strumenti sono software o supporti fisici che agevolano l'applicazione delle tecniche e l’esecuzione delle attività progettuali .
Esempio di tecnica è la stakeholder analysis , che consiste nell'identificare e valutare gli individui o gruppi che possono influenzare o essere influenzati da un progetto. Questa può far uso di strumenti, ad esempio un software che raggruppa in modo automatico i profili di stakeholder affini .
Il confine tra tecniche e strumenti è talvolta sfumato. Ne è un esempio il diagramma di Gantt, che è sia uno strumento di rappresentazione grafica, fisico e tangibile, sia un insieme di tecniche per redigerlo. Un modo alternativo di classificare questi supporti, proposto dallo standard PMBOK7, distingue tra modelli, metodi e artefatti: i modelli, come ADKAR, sono strategie di pensiero utilizzate per comprendere o guidare un processo; i metodi, come l’Earned Value Analysis, sono procedure strutturate per ottenere risultati o misurare le performance; gli artefatti, come il diagramma di Gantt, sono elementi concreti e documentabili che rappresentano informazioni o output di progetto .
Strumenti di particolare rilievo  sono quelli informatici, detti Project Management Information Systems (PMIS) .

## Descrizione

### Tecniche di Project management
Tra le tecniche di supporto alle realizzazione delle attività di project management vi sono:
- Mappe mentali per supportare la fase di ideazione iniziale, il team building e la rielaborazione finale delle esperienze
- Mappe concettuali per sintetizzare e rappresentare le informazioni e la conoscenza di progetto
- WBS, per descrivere l'articolazione delle attività in termini di fasi, sottofasi... fino alle attività elementari, in chiave gerarchico-associativa
- Diagrammi Pert, per descrivere in chiave reticolare le attività e la loro connessione, individuando i percorsi critici
- Diagrammi di Gantt, per descrivere i legami logico/temporali delle fasi e delle singole attività
- Diagrammi di causa ed effetto/Ishikawa, per analizzare e valutare la catena causale delle problematiche che si presentano nel corso delle attività
- Diagrammi Event Chain (Event Chain Diagrams)
- Diagrammi per la rilevazione di indicatori (Run chart)
- Project Cycle Optimisation (PCO - Ottimizzazione del ciclo di vita del progetto)
- Participatory Impact Pathways Analysis, per sviluppare una visione comune tra i protagonisti di un progetto

### Project Management Information Systems
I Project Management Information Systems (PMIS) sono gli strumenti informatici di supporto al project management . Dal momento che il project management moderno fa largo uso di dati e tecniche complesse, è importante, nel definire un approccio di project management, definire anche quali software lo supporteranno .
Un PMIS adeguato al progetto riduce il lavoro dei project manager ed i costi di gestione . In virtù di ciò, è buona pratica la personalizzazione (tailoring ) dei PMIS, che garantisce che ogni progetto, unico per definizione, disponga di specifico software di supporto. I PMIS possono essere quindi soluzioni standard, come Microsoft Project o Oracle Primavera P6, oppure applicazioni ad-hoc. Il tailoring dei PMIS è ricorrente nei progetti di grande dimensioni. Ad esempio, in progetti svolti da più attori distribuiti in luoghi diversi, risulta utile un PMIS fortemente integrato con il software di gestione della supply chain ; altresì, nei progetti pubblici, il PMIS potrebbe dover supportare la gestione degli obblighi di tracciabilità e trasparenza dei documenti di progetto . Il tailoring è d'altra parte criticato per i suoi costi iniziali e di gestione, non ritenuti ammortizzabili su progetti di piccola dimensione .

#### Nomi alternativi
Non esiste ad oggi un nome univoco per definire i PMIS. Nell'ambito della letteratura scientifica sono anche chiamati Project Management Software, Project Management Systems, o anche, per antonomasia, Project Management Tools . Alcuni produttori di PMIS commerciali, come SAP ed Oracle, utilizzano Enterprise Project Portfolio Management (EPPM) .

##### Elenco di Project Management Information Systems
Esiste una notevole quantità di prodotti (o pacchetti applicativi) che implementano le tecniche di cui sopra e le integrano in un insieme di funzionalità che agevolano la conduzione delle attività per il controllo delle attività di project management.
Tra questi (in ordine alfabetico) vi sono alcuni prodotti con una significativa diffusione a livello locale:
Prodotti in Italia:
- Cardinis (suite di Portfolio Project Management incentrata sulla WBS e sulle Best Practices del PMI)
- MILEMATE! (Engineering Procurement Construction progress measurement, Mechanical completion management, Physical-Certificate progress, Work in progress accounting status)
- MyT (software Project Management web based, Tasks, Timesheet, Open Source software)
- Progeta (software Project Management web based)
- Twproject (Project Management, Issues, Documenti, Agenda, web based)
- Youproject (Resource Management, Time tracking, Costs tracking, Task management, Documents, Web based)

Internazionali:
- Artemis (suite di Portfolio Project Management)
- Bugzilla (specifico per il tracking dei progetti di sviluppo software, Open Source software)
- CA Clarity (suite di IT Project and Portfolio Management)
- Dolibarr (software ERP/CRM con funzioni di project management e gestione risorse)
- GanttProject (per le fasi di pianificazione e controllo, Open Source software)
- LibrePlan
- Microsoft Project (per le fasi di pianificazione e controllo)
- Microsoft Office Project Server (suite di Portfolio Project Management)
- OpenERP (un sistema ERP/CRM completo di strumenti per il Project Management)
- OpenProj (per la fase di pianificazione, Open Source software)
- OpenProject
- Open Workbench (per la fase di pianificazione e controllo, Open Source software)
- Primavera Project Planner (suite di Portfolio Project Management)
- ProjectLibre
- Project.net (suite di Portfolio Project Management, Open Source software)
- Planner (per le fasi di pianificazione e controllo, Open Source software) incluso in GNOME Office